# Каскейд (окръг)
Окръг Каскейд (на английски: Cascade County) е окръг в щата Монтана, Съединени американски щати. Площта му е 7024 km², а населението - 81 654 души (2017). Административен център е град Грийт Фолс.